# Бурминский сельский округ
Бурминский сельский округ (каз. Бұрма ауылдық округі) — административная единица в составе Шетского района Карагандинской области Казахстана. Административный центр — село Бурма.
Населения — 1470 человек (2009; 1605 в 1999, 1695 в 1989).
По состоянию на 1989 был Бурминский сельский совет (села Бурма, Мухтар), село находилось в составе Дарьинского поселкового совета.

## Состав
В состав округа входят следующие населённые пункты:
| Населённый пункт | Население, человек (1989) | Население, человек (1999) | Население, человек (2009) |
| ---------------- | ------------------------- | ------------------------- | ------------------------- |
| Актобе, село     | 174                       | -                         | -                         |
| Бурма, село      | 1118                      | 1241                      | 1218                      |
| Мухтар, село     | 403                       | 364                       | 252                       |